# Mikhaïl Màrkov
Mikhaïl Màrkov (en rus Михаил Герасимович Марков) (Kursk, 17 de juliol de 1938 – Moscou, 5 de maig de 2012) va ser un ciclista soviètic, d'origen rus, que va combinar la carretera amb la pista. El 1967, va guanyar una medalla de plata al Campionat del món amateur de mig fons per darrere de Piet de Wit.

## Palmarès
- 1959
  -  Campió de la Unió Soviètica en contrarellotge per equips